# Polymorfismus (biologie)

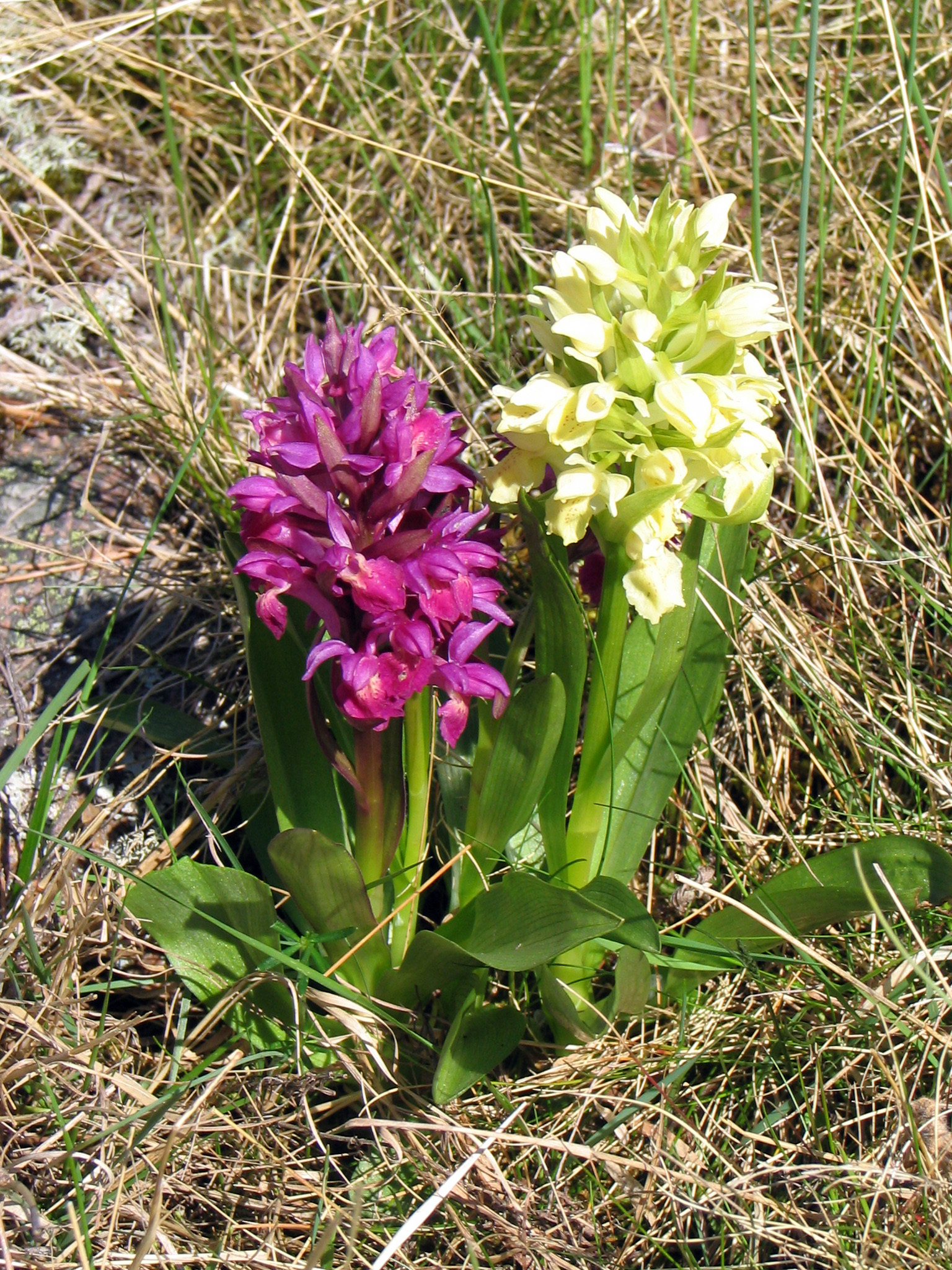
Polymorfismus u rostlin – prstnatec bezový (Dactylorhiza sambucina)

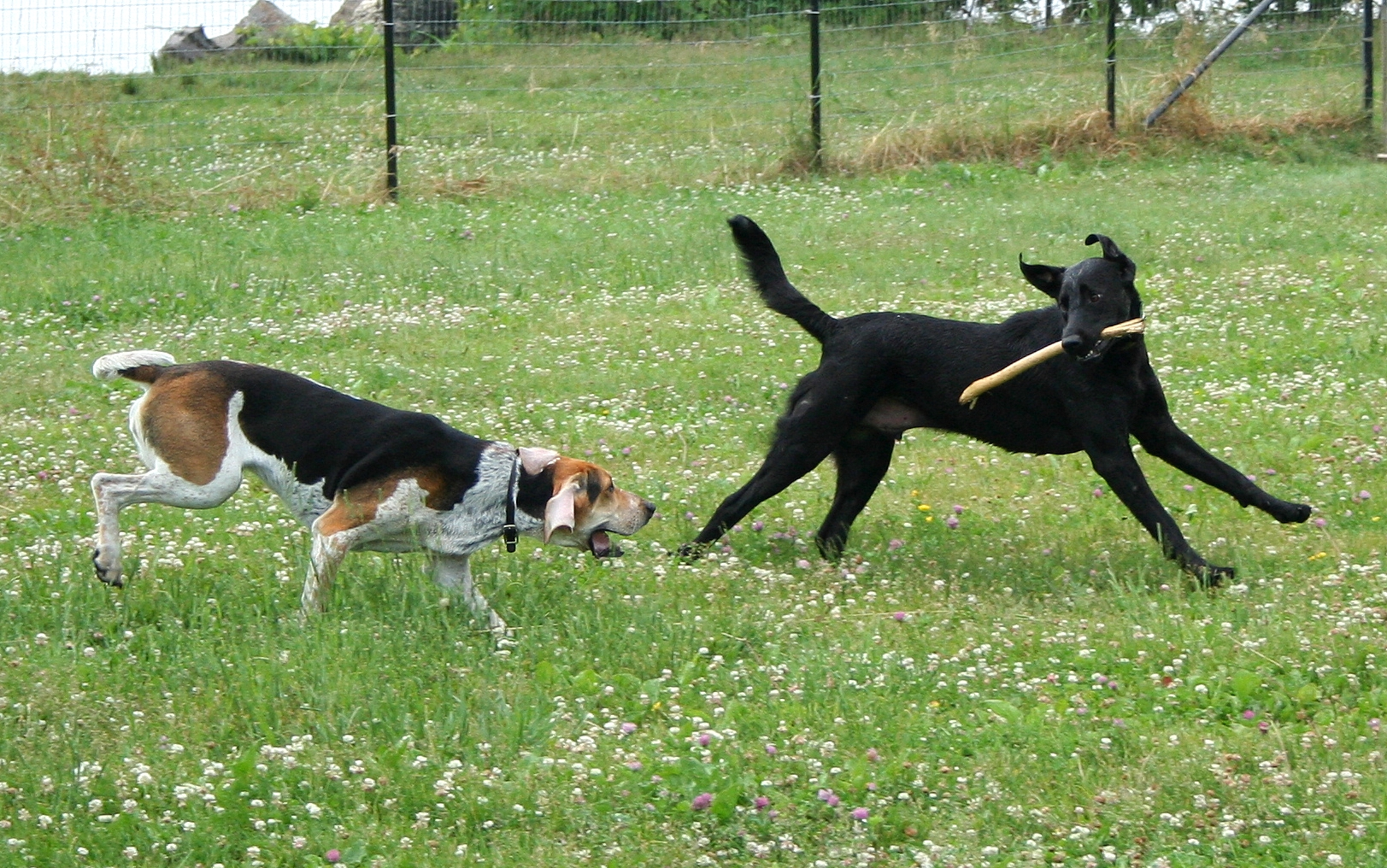
Polymorfismus u zvířat – pes domácí (Canis lupus f. familiaris)

Polymorfismus (někdy též heteromorfismus) je v biologii častý jev, při kterém se u určitého rostlinného nebo živočišného organismu vyskytuje více morfologických forem v jedné panmiktické populací, které se mezi sebou mohou běžně křížit. Odlišným případem jsou poddruhy, které bývají odděleny geograficky, specializací na podmínky (vlhko nebo sucho) nebo časem vývoje (kvetou na jaře nebo v létě).

## Vznik
Polymorfní organismy se vyvinuly během fylogeneze z jednoho genotypu, jako adaptace na rozdílné prostředí nebo různé životní funkce. Obvykle slouží k udržování různých forem populace žijící v rozmanitém prostředí, představují rozrůznění uvnitř populace.V současnosti dochází ke vzniku polymorfních organismů i lidským přičinění, šlechtěním s cílem získat jedince s požadovaným vzhledem nebo vlastnostmi (např. pes domácí, brukev zelná). Polymorfismus se opírá o dědičné vlastnosti, proto se jim neoznačují ojediněle se vyskytující mutace. Hrubým vodítkem pro určení hranice mezi mutací a polymorfismem je pravidelný výskyt odlišných jedinců ve více než 1 % případů.

## Rozdílnosti
Původně se za polymorfní označovaly pouze organismy, u kterých byly viditelně patrné odlišnosti ve vzhledu nebo schopnostech (odlišné barvy květů, srstí, pletí, očí, vlasů, jiné tvary listů, plodů, semen, strom nebo keř, různočnělečnost, pohlavní dimorfismus). Dnes se tento pojem vztahuje i na odlišnosti, které se mohou zjistit až specifickým testem (např. krevní skupina). U některých vlastností, např. barva květů, se polymorfismus může vyskytovat kontinuálně, od bílé přes růžovou až po červenou (náprstník červený), nebo diskrétně, bílá nebo červená (prstnatec bezový).
V zoologii nemívají polymorfně odlišné skupiny formální označení, v botanice jejich rozrůznění představují výrazy kultivar nebo varieta.
Opakem polymorfismu je monomorfismus, které označuje organismus s pouze jedinou formou.